# Літковець Юрій Сергійович
Ю́рій Сергі́йович Літковець — капітан III рангу Збройних сил України, учасник російсько-української війни.

## Нагороди
Здійснив стрибок з парашутом з ударного вертольота Мі-24 в районі проведення Антитерористичної операції. До цього часу з ударного вертольота Мі-24 ніхто не здійснював стрибки з парашутом, це повітряне судно не передбачає можливості виконання такого виду десантування. В результаті цього Україна — перша держава, в якій здійснено бойове десантування серед країн колишнього СРСР.
За визначні заслуги в забезпеченні обороноздатності України, зміцненні національної безпеки, бездоганну багаторічну службу, зразкове виконання військового обов'язку та виявлені при цьому високий професіоналізм, честь та доблесть за особисту мужність і героїзм, виявлені у захисті державного суверенітету та територіальної цілісності України, вірність військовій присязі під час російсько-української війни, відзначений — нагороджений
- 24 листопада 2014 року — медаллю «За військову доблесть»;
- 4 червня 2015 року — вогнепальною зброєю — 9 мм пістолет АПС;
- 27 червня 2015 року — орденом Богдана Хмельницького III ступеня;
- 25 грудня 2015 року — орденом «За мужність» ІІІ ступеня[2].